# EHF Liga Mistrzów 2011/2012 - Wyróżnienia

## Faza grupowa

### Kolejka 1.
| Siódemka kolejki      | Siódemka kolejki  | Siódemka kolejki                   |
| Pozycja               | Zawodnik          | Zespół                             |
| --------------------- | ----------------- | ---------------------------------- |
| lewoskrzydłowy        | Gergő Iváncsik    | MKB Veszprém KC                    |
| lewy rozgrywający     | Alexandru Stamate | HCM Constanța                      |
| środkowy rozgrywający | Filip Jícha       | THW Kiel                           |
| prawy rozgrywający    | Boštjan Kavaš     | Orlen Wisła Płock                  |
| prawoskrzydłowy       | Tamás Iváncsik    | MKB Veszprém KC                    |
| obrotowy              | Issam Tej         | Montpellier Agglomération Handball |
| bramkarz              | Danijel Šarić     | FC Barcelona                       |

| Bramki - Top 5 | Bramki - Top 5       | Bramki - Top 5         |
| Nr             | Zawodnik             | Zespół                 |
| -------------- | -------------------- | ---------------------- |
| 1.             | Audräy Tuzolana      | Bjerringbro-Silkeborg  |
| 2.             | Markus Richwien      | Füchse Berlin          |
| 3.             | Timur Dibirow        | Czechowskije Miedwiedi |
| 4.             | Timur Dibirow        | Czechowskije Miedwiedi |
| 5.             | Nicolaj Oris Nielsen | Bjerringbro-Silkeborg  |

| Obrony - Top 5 | Obrony - Top 5         | Obrony - Top 5                     |
| Nr             | Zawodnik               | Zespół                             |
| -------------- | ---------------------- | ---------------------------------- |
| 1.             | Richard Stochl         | Montpellier Agglomération Handball |
| 2.             | Danijel Šarić          | FC Barcelona                       |
| 3.             | Cyril Dumoulin         | Chambéry Savoie HB                 |
| 4.             | Niklas Landin Jacobsen | Bjerringbro-Silkeborg              |
| 5.             | Oleg Grams             | Czechowskije Miedwiedi             |

### Kolejka 2.
| Siódemka kolejki      | Siódemka kolejki   | Siódemka kolejki           |
| Pozycja               | Zawodnik           | Zespół                     |
| --------------------- | ------------------ | -------------------------- |
| lewoskrzydłowy        | Leszek Starczan    | Kadetten Schaffhausen      |
| lewy rozgrywający     | Mikkel Hansen      | AG Kopenhaga               |
| środkowy rozgrywający | Domagoj Duvnjak    | HSV Hamburg                |
| prawy rozgrywający    | Milorad Krivokapić | RK Cimos Koper             |
| prawoskrzydłowy       | Zlatko Horvat      | Croatia Osiguranje Zagrzeb |
| obrotowy              | Torsten Laen       | Füchse Berlin              |
| bramkarz              | Mirko Alilović     | MKB Veszprém KC            |

| Bramki - Top 5 | Bramki - Top 5    | Bramki - Top 5                     |
| Nr             | Zawodnik          | Zespół                             |
| -------------- | ----------------- | ---------------------------------- |
| 1.             | Stefan Schröder   | HSV Hamburg                        |
| 2.             | Gábor Császár     | MKB Veszprém KC                    |
| 3.             | Marius Sadoveac   | HCM Constanța                      |
| 4.             | Jesper Nøddesbo   | FC Barcelona                       |
| 5.             | William Accambray | Montpellier Agglomération Handball |

| Obrony - Top 5 | Obrony - Top 5     | Obrony - Top 5             |
| Nr             | Zawodnik           | Zespół                     |
| -------------- | ------------------ | -------------------------- |
| 1.             | Petr Štochl        | Füchse Berlin              |
| 2.             | Arūnas Vaškevičius | Kadetten Schaffhausen      |
| 3.             | Ivan Pešić         | Croatia Osiguranje Zagrzeb |
| 4.             | Mirko Alilović     | MKB Veszprém KC            |
| 5.             | Morten Seier       | Orlen Wisła Płock          |

### Kolejka 3.
| Siódemka kolejki      | Siódemka kolejki      | Siódemka kolejki           |
| Pozycja               | Zawodnik              | Zespół                     |
| --------------------- | --------------------- | -------------------------- |
| lewoskrzydłowy        | Martin Straňovský     | Reale Ademar Leon          |
| lewy rozgrywający     | Mikel Aguirrezabalaga | FC Barcelona               |
| środkowy rozgrywający | František Šulc        | SC Pick Szeged             |
| prawy rozgrywający    | Marko Kopljar         | Croatia Osiguranje Zagrzeb |
| prawoskrzydłowy       | Victor Fridén         | IK Sävehof                 |
| obrotowy              | Iwan Ursic            | Kadetten Schaffhausen      |
| bramkarz              | Arūnas Vaškevičius    | Kadetten Schaffhausen      |

| Bramki - Top 5 | Bramki - Top 5    | Bramki - Top 5        |
| Nr             | Zawodnik          | Zespół                |
| -------------- | ----------------- | --------------------- |
| 1.             | Luc Abalo         | Atlético Madryt       |
| 2.             | Peter Kukučka     | Kadetten Schaffhausen |
| 3.             | Dennis Kirkegaard | Bjerringbro-Silkeborg |
| 4.             | Tamás Iváncsik    | MKB Veszprém KC       |
| 5.             | Stefan Schröder   | HSV Hamburg           |

| Obrony - Top 5 | Obrony - Top 5     | Obrony - Top 5                     |
| Nr             | Zawodnik           | Zespół                             |
| -------------- | ------------------ | ---------------------------------- |
| 1.             | Venio Losert       | Reale Ademar Leon                  |
| 2.             | Arūnas Vaškevičius | Kadetten Schaffhausen              |
| 3.             | Primož Prošt       | Montpellier Agglomération Handball |
| 4.             | Arpad Šterbik      | Atlético Madryt                    |
| 5.             | Vicente Álamo      | Reale Ademar Leon                  |

### Kolejka 4.
| Siódemka kolejki      | Siódemka kolejki        | Siódemka kolejki       |
| Pozycja               | Zawodnik                | Zespół                 |
| --------------------- | ----------------------- | ---------------------- |
| lewoskrzydłowy        | Guðjón Valur Sigurðsson | AG Kopenhaga           |
| lewy rozgrywający     | Naumče Mojsovski        | RK Metalurg Skopje     |
| środkowy rozgrywający | Bartłomiej Jaszka       | Füchse Berlin          |
| prawy rozgrywający    | Sergiy Shelmenko        | Czechowskije Miedwiedi |
| prawoskrzydłowy       | Niclas Ekberg           | AG Kopenhaga           |
| obrotowy              | Juan Andreu             | Reale Ademar Leon      |
| bramkarz              | Cyril Dumoulin          | Chambéry Savoie HB     |

| Bramki - Top 5 | Bramki - Top 5          | Bramki - Top 5    |
| Nr             | Zawodnik                | Zespół            |
| -------------- | ----------------------- | ----------------- |
| 1.             | Carlos Ruesga           | Reale Ademar Leon |
| 2.             | Juanín García Lorenzana | FC Barcelona      |
| 3.             | Kim Andersson           | THW Kiel          |
| 4.             | Boštjan Kavaš           | Orlen Wisła Płock |
| 5.             | Luc Abalo               | Atlético Madryt   |

| Obrony - Top 5 | Obrony - Top 5 | Obrony - Top 5     |
| Nr             | Zawodnik       | Zespół             |
| -------------- | -------------- | ------------------ |
| 1.             | Mirko Alilović | MKB Veszprém KC    |
| 2.             | Venio Losert   | Reale Ademar Leon  |
| 3.             | Darko Stanić   | RK Metalurg Skopje |
| 4.             | Cyril Dumoulin | Chambéry Savoie HB |
| 5.             | Thierry Omeyer | THW Kiel           |

### Kolejka 5.
| Siódemka kolejki      | Siódemka kolejki | Siódemka kolejki    |
| Pozycja               | Zawodnik         | Zespół              |
| --------------------- | ---------------- | ------------------- |
| lewoskrzydłowy        | Nemanja Ilić     | RK Partizan Belgrad |
| lewy rozgrywający     | Michał Jurecki   | Vive Targi Kielce   |
| środkowy rozgrywający | Dalibor Čutura   | Reale Ademar Leon   |
| prawy rozgrywający    | Kirił Łazarow    | Atlético Madryt     |
| prawoskrzydłowy       | Víctor Tomás     | FC Barcelona        |
| obrotowy              | Jesper Nøddesbo  | FC Barcelona        |
| bramkarz              | Mirko Alilović   | MKB Veszprém KC     |

| Bramki - Top 5 | Bramki - Top 5     | Bramki - Top 5      |
| Nr             | Zawodnik           | Zespół              |
| -------------- | ------------------ | ------------------- |
| 1.             | Mads Mensah Larsen | AG Kopenhaga        |
| 2.             | Nikola Potić       | RK Partizan Belgrad |
| 3.             | Nemanja Ilić       | RK Partizan Belgrad |
| 4.             | Mikkel Hansen      | AG Kopenhaga        |
| 5.             | Michał Jurecki     | Vive Targi Kielce   |

| Obrony - Top 5 | Obrony - Top 5 | Obrony - Top 5             |
| Nr             | Zawodnik       | Zespół                     |
| -------------- | -------------- | -------------------------- |
| 1.             | Sławomir Szmal | Vive Targi Kielce          |
| 2.             | Dan Beutler    | HSV Hamburg                |
| 3.             | Ivan Pešić     | Croatia Osiguranje Zagrzeb |
| 4.             | Cyril Dumoulin | Chambéry Savoie HB         |
| 5.             | Mirko Alilović | MKB Veszprém KC            |

### Kolejka 6.
| Siódemka kolejki      | Siódemka kolejki    | Siódemka kolejki           |
| Pozycja               | Zawodnik            | Zespół                     |
| --------------------- | ------------------- | -------------------------- |
| lewoskrzydłowy        | Fredrik Petersen    | Bjerringbro-Silkeborg      |
| lewy rozgrywający     | Filip Jícha         | THW Kiel                   |
| środkowy rozgrywający | Bartłomiej Jaszka   | Füchse Berlin              |
| prawy rozgrywający    | Alexander Petersson | Füchse Berlin              |
| prawoskrzydłowy       | Zlatko Horvat       | Croatia Osiguranje Zagrzeb |
| obrotowy              | Michaił Czipurin    | Czechowskije Miedwiedi     |
| bramkarz              | Dan Beutler         | HSV Hamburg                |

| Bramki - Top 5 | Bramki - Top 5     | Bramki - Top 5    |
| Nr             | Zawodnik           | Zespół            |
| -------------- | ------------------ | ----------------- |
| 1.             | Martin Straňovský  | Reale Ademar Leon |
| 2.             | Ivan Ninčević      | Füchse Berlin     |
| 3.             | Mikkel Hansen      | AG Kopenhaga      |
| 4.             | Christian Zeitz    | THW Kiel          |
| 5.             | Tobias Albrechtson | IK Sävehof        |

| Obrony - Top 5 | Obrony - Top 5     | Obrony - Top 5      |
| Nr             | Zawodnik           | Zespół              |
| -------------- | ------------------ | ------------------- |
| 1.             | Dan Beutler        | HSV Hamburg         |
| 2.             | Kasper Hvidt       | AG Kopenhaga        |
| 3.             | Cyril Dumoulin     | Chambéry Savoie HB  |
| 4.             | Silvio Heinevetter | Füchse Berlin       |
| 5.             | Strahinja Milić    | RK Partizan Belgrad |

### Kolejka 7.
| Siódemka kolejki      | Siódemka kolejki | Siódemka kolejki          |
| Pozycja               | Zawodnik         | Zespół                    |
| --------------------- | ---------------- | ------------------------- |
| lewoskrzydłowy        | Ivan Ninčević    | Füchse Berlin             |
| lewy rozgrywający     | František Šulc   | SC Pick Szeged            |
| środkowy rozgrywający | Aron Pálmarsson  | THW Kiel                  |
| prawy rozgrywający    | Kim Andersson    | THW Kiel                  |
| prawoskrzydłowy       | Matjaž Brumen    | RK Cimos Koper            |
| obrotowy              | Rastko Stojković | Vive Targi Kielce         |
| bramkarz              | Ivan Martinović  | HC Bośnia BH Gas Sarajewo |

| Bramki - Top 5 | Bramki - Top 5   | Bramki - Top 5  |
| Nr             | Zawodnik         | Zespół          |
| -------------- | ---------------- | --------------- |
| 1.             | Joan Cañellas    | Atlético Madryt |
| 2.             | Mikkel Hansen    | AG Kopenhaga    |
| 3.             | Luc Abalo        | Atlético Madryt |
| 4.             | Stefan Schröder  | HSV Hamburg     |
| 5.             | Stefan Hundstrup | AG Kopenhaga    |

| Obrony - Top 5 | Obrony - Top 5     | Obrony - Top 5            |
| Nr             | Zawodnik           | Zespół                    |
| -------------- | ------------------ | ------------------------- |
| 1.             | Johannes Bitter    | HSV Hamburg               |
| 2.             | Thierry Omeyer     | THW Kiel                  |
| 3.             | Marcin Wichary     | Orlen Wisła Płock         |
| 4.             | Silvio Heinevetter | Füchse Berlin             |
| 5.             | Ivan Martinović    | HC Bośnia BH Gas Sarajewo |

### Kolejka 8.
| Siódemka kolejki      | Siódemka kolejki   | Siódemka kolejki      |
| Pozycja               | Zawodnik           | Zespół                |
| --------------------- | ------------------ | --------------------- |
| lewoskrzydłowy        | Ivan Ninčević      | Füchse Berlin         |
| lewy rozgrywający     | Michał Jurecki     | Vive Targi Kielce     |
| środkowy rozgrywający | Carlos Ruesga      | Reale Ademar Leon     |
| prawy rozgrywający    | László Nagy        | FC Barcelona          |
| prawoskrzydłowy       | Christian Sprenger | THW Kiel              |
| obrotowy              | Václav Vraný       | Kadetten Schaffhausen |
| bramkarz              | Nándor Fazekas     | MKB Veszprém KC       |

| Bramki - Top 5 | Bramki - Top 5   | Bramki - Top 5                     |
| Nr             | Zawodnik         | Zespół                             |
| -------------- | ---------------- | ---------------------------------- |
| 1.             | Markus Richwien  | Füchse Berlin                      |
| 2.             | Carlos Ruesga    | Reale Ademar Leon                  |
| 3.             | Vid Kavtičnik    | Montpellier Agglomération Handball |
| 4.             | Manuel Štrlek    | Croatia Osiguranje Zagrzeb         |
| 5.             | Henrik Lundström | THW Kiel                           |

| Obrony - Top 5 | Obrony - Top 5 | Obrony - Top 5                     |
| Nr             | Zawodnik       | Zespół                             |
| -------------- | -------------- | ---------------------------------- |
| 1.             | Roland Mikler  | SC Pick Szeged                     |
| 2.             | Marin Šego     | Croatia Osiguranje Zagrzeb         |
| 3.             | Petr Štochl    | Füchse Berlin                      |
| 4.             | Richard Stochl | Montpellier Agglomération Handball |
| 5.             | Nándor Fazekas | MKB Veszprém KC                    |

### Kolejka 9.
| Siódemka kolejki      | Siódemka kolejki        | Siódemka kolejki                   |
| Pozycja               | Zawodnik                | Zespół                             |
| --------------------- | ----------------------- | ---------------------------------- |
| lewoskrzydłowy        | Guðjón Valur Sigurðsson | AG Kopenhaga                       |
| lewy rozgrywający     | Mikkel Hansen           | AG Kopenhaga                       |
| środkowy rozgrywający | Nikola Karabatić        | Montpellier Agglomération Handball |
| prawy rozgrywający    | Aleksandar Stojanović   | Kadetten Schaffhausen              |
| prawoskrzydłowy       | Matjaž Brumen           | RK Cimos Koper                     |
| obrotowy              | Wanczo Dimowski         | RK Metalurg Skopje                 |
| bramkarz              | Arūnas Vaškevičius      | Kadetten Schaffhausen              |

| Bramki - Top 5 | Bramki - Top 5 | Bramki - Top 5         |
| Nr             | Zawodnik       | Zespół                 |
| -------------- | -------------- | ---------------------- |
| 1.             | Carlos Pérez   | MKB Veszprém KC        |
| 2.             | Timur Dibirow  | Czechowskije Miedwiedi |
| 3.             | Filip Jícha    | THW Kiel               |
| 4.             | Mikkel Hansen  | AG Kopenhaga           |
| 5.             | Matjaž Brumen  | RK Cimos Koper         |

| Obrony - Top 5 | Obrony - Top 5 | Obrony - Top 5                     |
| Nr             | Zawodnik       | Zespół                             |
| -------------- | -------------- | ---------------------------------- |
| 1.             | Oleg Grams     | Czechowskije Miedwiedi             |
| 2.             | Petr Štochl    | Füchse Berlin                      |
| 3.             | Richard Stochl | Montpellier Agglomération Handball |
| 4.             | Danijel Šarić  | FC Barcelona                       |
| 5.             | Darko Stanić   | RK Metalurg Skopje                 |

### Kolejka 10.
| Siódemka kolejki      | Siódemka kolejki        | Siódemka kolejki           |
| Pozycja               | Zawodnik                | Zespół                     |
| --------------------- | ----------------------- | -------------------------- |
| lewoskrzydłowy        | Guðjón Valur Sigurðsson | AG Kopenhaga               |
| lewy rozgrywający     | Fredrik Larsson         | IK Sävehof                 |
| środkowy rozgrywający | Peter Kukučka           | Kadetten Schaffhausen      |
| prawy rozgrywający    | Gábor Ancsin            | SC Pick Szeged             |
| prawoskrzydłowy       | Zlatko Horvat           | Croatia Osiguranje Zagrzeb |
| obrotowy              | Jesper Nøddesbo         | FC Barcelona               |
| bramkarz              | Niklas Landin Jacobsen  | Bjerringbro-Silkeborg      |

| Bramki - Top 5 | Bramki - Top 5              | Bramki - Top 5             |
| Nr             | Zawodnik                    | Zespół                     |
| -------------- | --------------------------- | -------------------------- |
| 1.             | Víctor Tomás                | FC Barcelona               |
| 2.             | Samvel Aslanyan             | Czechowskije Miedwiedi     |
| 3.             | Gheorghe Alexandru Irimescu | HCM Constanța              |
| 4.             | Fredrik Larsson             | IK Sävehof                 |
| 5.             | Jakov Gojun                 | Croatia Osiguranje Zagrzeb |

| Obrony - Top 5 | Obrony - Top 5         | Obrony - Top 5             |
| Nr             | Zawodnik               | Zespół                     |
| -------------- | ---------------------- | -------------------------- |
| 1.             | Kasper Hvidt           | AG Kopenhaga               |
| 2.             | Marin Šego             | Croatia Osiguranje Zagrzeb |
| 3.             | Darko Stanić           | RK Metalurg Skopje         |
| 4.             | Nándor Fazekas         | MKB Veszprém KC            |
| 5.             | Niklas Landin Jacobsen | Bjerringbro-Silkeborg      |

## 1/8 finału

### Rudna pierwsza
| Siódemka kolejki      | Siódemka kolejki          | Siódemka kolejki                   |
| Pozycja               | Zawodnik                  | Zespół                             |
| --------------------- | ------------------------- | ---------------------------------- |
| lewoskrzydłowy        | Martin Straňovský         | Reale Ademar Leon                  |
| lewy rozgrywający     | Sven-Sören Christophersen | Füchse Berlin                      |
| środkowy rozgrywający | Gábor Császár             | MKB Veszprém KC                    |
| prawy rozgrywający    | Marcin Lijewski           | HSV Hamburg                        |
| prawoskrzydłowy       | Dragan Gajić              | Montpellier Agglomération Handball |
| obrotowy              | Julen Aguinagalde         | Atlético Madryt                    |
| bramkarz              | Marcin Wichary            | Orlen Wisła Płock                  |

| Bramki - Top 5 | Bramki - Top 5    | Bramki - Top 5  |
| Nr             | Zawodnik          | Zespół          |
| -------------- | ----------------- | --------------- |
| 1.             | Marko Vujin       | MKB Veszprém KC |
| 2.             | Aron Pálmarsson   | THW Kiel        |
| 3.             | Victor Fridén     | IK Sävehof      |
| 4.             | Nikolaj Markussen | Atlético Madryt |
| 5.             | Dean Bombač       | RK Cimos Koper  |

| Obrony - Top 5 | Obrony - Top 5     | Obrony - Top 5        |
| Nr             | Zawodnik           | Zespół                |
| -------------- | ------------------ | --------------------- |
| 1.             | Silvio Heinevetter | Füchse Berlin         |
| 2.             | Gorazd Škof        | RK Cimos Koper        |
| 3.             | Andreas Palicka    | THW Kiel              |
| 4.             | Dan Beutler        | HSV Hamburg           |
| 5.             | Arūnas Vaškevičius | Kadetten Schaffhausen |

### Runda rewanżowa
| Siódemka kolejki      | Siódemka kolejki  | Siódemka kolejki  |
| Pozycja               | Zawodnik          | Zespół            |
| --------------------- | ----------------- | ----------------- |
| lewoskrzydłowy        | Martin Straňovský | Reale Ademar Leon |
| lewy rozgrywający     | Mikkel Hansen     | AG Kopenhaga      |
| środkowy rozgrywający | Daniel Sarmiento  | FC Barcelona      |
| prawy rozgrywający    | Kirił Łazarow     | Atlético Madryt   |
| prawoskrzydłowy       | Matjaž Brumen     | RK Cimos Koper    |
| obrotowy              | Renato Sulić      | MKB Veszprém KC   |
| bramkarz              | Gorazd Škof       | RK Cimos Koper    |

| Bramki - Top 5 | Bramki - Top 5     | Bramki - Top 5             |
| Nr             | Zawodnik           | Zespół                     |
| -------------- | ------------------ | -------------------------- |
| 1.             | Victor Fridén      | IK Sävehof                 |
| 2.             | David Špiler       | Croatia Osiguranje Zagrzeb |
| 3.             | Mikkel Hansen      | AG Kopenhaga               |
| 4.             | Patryk Kuchczyński | Vive Targi Kielce          |
| 5.             | Sebastian Skube    | RK Cimos Koper             |

| Obrony - Top 5 | Obrony - Top 5     | Obrony - Top 5                     |
| Nr             | Zawodnik           | Zespół                             |
| -------------- | ------------------ | ---------------------------------- |
| 1.             | Primož Prošt       | Montpellier Agglomération Handball |
| 2.             | Silvio Heinevetter | Füchse Berlin                      |
| 3.             | Gorazd Škof        | RK Cimos Koper                     |
| 4.             | Thierry Omeyer     | THW Kiel                           |
| 5.             | Arūnas Vaškevičius | Kadetten Schaffhausen              |

## 1/4 finału

### Rudna pierwsza
| Siódemka kolejki      | Siódemka kolejki      | Siódemka kolejki           |
| Pozycja               | Zawodnik              | Zespół                     |
| --------------------- | --------------------- | -------------------------- |
| lewoskrzydłowy        | Martin Straňovský     | Reale Ademar Leon          |
| lewy rozgrywający     | Mikkel Hansen         | AG Kopenhaga               |
| środkowy rozgrywający | Iker Romero Fernández | Füchse Berlin              |
| prawy rozgrywający    | Marko Kopljar         | Croatia Osiguranje Zagrzeb |
| prawoskrzydłowy       | Zlatko Horvat         | Croatia Osiguranje Zagrzeb |
| obrotowy              | Rafael Baena          | Reale Ademar Leon          |
| bramkarz              | Kasper Hvidt          | AG Kopenhaga               |

| Bramki - Top 5 | Bramki - Top 5 | Bramki - Top 5    |
| Nr             | Zawodnik       | Zespół            |
| -------------- | -------------- | ----------------- |
| 1.             | Mikkel Hansen  | AG Kopenhaga      |
| 2.             | Marcus Ahlm    | THW Kiel          |
| 3.             | Ivan Ninčević  | Füchse Berlin     |
| 4.             | Carlos Ruesga  | Reale Ademar Leon |
| 5.             | Uroš Rapotec   | RK Cimos Koper    |

| Obrony - Top 5 | Obrony - Top 5        | Obrony - Top 5             |
| Nr             | Zawodnik              | Zespół                     |
| -------------- | --------------------- | -------------------------- |
| 1.             | Kasper Hvidt          | AG Kopenhaga               |
| 2.             | Vicente Álamo Yeste   | Reale Ademar Leon          |
| 3.             | Gorazd Škof           | RK Cimos Koper             |
| 4.             | Marin Šego            | Croatia Osiguranje Zagrzeb |
| 5.             | José Javier Hombrados | Atlético Madryt            |

### Runda rewanżowa
| Siódemka kolejki      | Siódemka kolejki        | Siódemka kolejki |
| Pozycja               | Zawodnik                | Zespół           |
| --------------------- | ----------------------- | ---------------- |
| lewoskrzydłowy        | Guðjón Valur Sigurðsson | AG Kopenhaga     |
| lewy rozgrywający     | Nikolaj Markussen       | Atlético Madryt  |
| środkowy rozgrywający | Raúl Entrerríos         | FC Barcelona     |
| prawy rozgrywający    | Alexander Petersson     | Füchse Berlin    |
| prawoskrzydłowy       | Matjaž Brumen           | RK Cimos Koper   |
| obrotowy              | Torsten Laen            | Füchse Berlin    |
| bramkarz              | Silvio Heinevetter      | Füchse Berlin    |

| Bramki - Top 5 | Bramki - Top 5      | Bramki - Top 5  |
| Nr             | Zawodnik            | Zespół          |
| -------------- | ------------------- | --------------- |
| 1.             | Alexander Petersson | Füchse Berlin   |
| 2.             | Ólafur Stefánsson   | AG Kopenhaga    |
| 3.             | Julen Aguinagalde   | Atlético Madryt |
| 4.             | Matjaž Brumen       | RK Cimos Koper  |
| 5.             | Luc Abalo           | Atlético Madryt |

| Obrony - Top 5 | Obrony - Top 5      | Obrony - Top 5    |
| Nr             | Zawodnik            | Zespół            |
| -------------- | ------------------- | ----------------- |
| 1.             | Arpad Šterbik       | Atlético Madryt   |
| 2.             | Danijel Šarić       | FC Barcelona      |
| 3.             | Silvio Heinevetter  | Füchse Berlin     |
| 4.             | Vicente Álamo Yeste | Reale Ademar Leon |
| 5.             | Jure Vran           | RK Cimos Koper    |

## Final Four
| Siódemka Final Four   | Siódemka Final Four     | Siódemka Final Four |
| Pozycja               | Zawodnik                | Zespół              |
| --------------------- | ----------------------- | ------------------- |
| lewoskrzydłowy        | Guðjón Valur Sigurðsson | AG Kopenhaga        |
| lewy rozgrywający     | Filip Jícha             | THW Kiel            |
| środkowy rozgrywający | Iker Romero Fernández   | Füchse Berlin       |
| prawy rozgrywający    | Kirił Łazarow           | Atlético Madryt     |
| prawoskrzydłowy       | Niclas Ekberg           | AG Kopenhaga        |
| obrotowy              | Julen Aguinagalde       | Atlético Madryt     |
| bramkarz              | Thierry Omeyer          | THW Kiel            |

| Bramki - Top 5 | Bramki - Top 5          | Bramki - Top 5  |
| Nr             | Zawodnik                | Zespół          |
| -------------- | ----------------------- | --------------- |
| 1.             | Guðjón Valur Sigurðsson | AG Kopenhaga    |
| 2.             | Dominik Klein           | THW Kiel        |
| 3.             | Nikolaj Markussen       | Atlético Madryt |
| 4.             | Alexander Petersson     | Füchse Berlin   |
| 5.             | Filip Jícha             | THW Kiel        |

| Obrony - Top 5 | Obrony - Top 5     | Obrony - Top 5 |
| Nr             | Zawodnik           | Zespół         |
| -------------- | ------------------ | -------------- |
| 1.             | Petr Štochl        | Füchse Berlin  |
| 2.             | Silvio Heinevetter | Füchse Berlin  |
| 3.             | Kasper Hvidt       | AG Kopenhaga   |
| 4.             | Petr Štochl        | Füchse Berlin  |
| 5.             | Thierry Omeyer     | THW Kiel       |